# EY Sweden
EY Sweden AB (tidigare Ernst & Young Sweden AB), är ett svenskt revisions-konsultföretag vars idé är att kvalitetssäkra finansiell information och erbjuda tjänster inom revision, skatterådgivning, transaktionsrådgivning, affärsrådgivning, riskrådgivning och redovisning. Företaget tillhandahåller också stöd och rådgivning inom riskhantering, IT-risker samt ekonomi- och verksamhetsstyrning. EY Sweden har drygt 2 000 medarbetare på 70 kontor. De är medlem i den brittisk-amerikanska multinationella revisions- och konsultjätten EY.

## Historia
EY i Sverige är resultatet av sammanslagningar av mindre och medelstora revisionsbyråer, vilket medfört många namnbyten. Bildandet av Hagström & Bredberg 1971 räknas som starten för företagets verksamhet i Sverige. År 1990 bytte företaget, som då hette Hagström & Olsson, namn till Ernst & Young och är sedan dess en del av EY:s globala organisation. 2013 bytte Ernst & Young varumärkesnamn till EY. Syftet med bytet var främst att harmonisera namnet så att företaget heter likadant i hela världen.

## Organisation och affärsområden
Verksamheten är uppdelad på fyra affärsområden:
- Assurance
- Advisory services
- Tax
- Transaction advisory services

## Risk Transparency Award
Företaget delar årligen ut "Risk Transparency Award" till det företag som bäst genomlyser sin riskexponering och hantering av risker i årsredovisningen. Valet av vinnare baseras på en oberoende utvärdering av svenska börsbolags årsredovisningar. Företagen som deltar i tävlingen är samtliga noterade bolag på Large Cap eller Mid Cap.
Vinnarna:
- 2004: Arne Liljedahl - CFO (Nordea Bank)
- 2005: Lars Granlöf - CFO (Gambro)
- 2006: Fredrik Rystedt - CFO (Electrolux)
- 2007: Per Nordberg - CFO (Sandvik AB)
- 2008: Hans Ola Meyer - CFO (Atlas Copco)
- 2009: Bo Jacobsson - CFO (Trelleborg)
- 2010: Göran Bronner - CFO (Swedbank)
- 2011: Jan Frykhammar - CFO (Ericsson)
- 2012: Jan-Erik Back - CFO (SEB)

## Samarbete med högskolor och universitet
Företaget är en av de främsta medlemmarna, benämnda Capital Partners, i Handelshögskolan i Stockholms partnerprogram för företag som samarbetar med Handelshögskolan i Stockholm vad gäller utbildning och forskning.